# Вильегас, Карлос
Карлос Артуро Вильегас Ретана (исп. Carlos Arturo Villegas Retana; 3 марта 1999, Эредия, Коста-Рика) — коста-риканский футболист, полузащитник клуба «Депортиво Саприсса».

## Клубная карьера
Вильегас — воспитанник клуба «Депортиво Саприсса». Дебютировал с клубом 9 февраля 2017 года в матче против клуба «Белен». В своём первом сезоне, весной 2017 года, сыграл 6 матчей, но не был основным игроком клуба.
Играл в матчах против таких клубов, как «Перес-Селедон», «Мунисипаль Либерия», «Эредиано», «Сантос де Гуапилес».

## Достижения
«Депортиво Саприсса»
- Чемпионат Коста-Рики по футболу — 2016/17
- Чемпионат Коста-Рики по футболу — 2016/17